# Hans Arnold (Politiker)
Hans Arnold (* 7. September 1904 in Lübeck; † 22. Februar 1981 in Moisburg) war ein deutscher SPD-Politiker.
Arnold besuchte in Hamburg die Volksschule und nahm danach den Ausbildungsberuf des Kaufmanns auf. Nach erfolgreichem Ende seiner Ausbildung war er als Kaufmann bis zu seiner Einberufung in den Kriegsdienst tätig. Er war später als Angestellter Wirtschaftssachverständiger im Verwaltungsdienst und lebte nach dem Krieg in Moisburg im Landkreis Harburg. Er war Mitglied des Moisburger Gemeinderates sowie seit 1948 Mitglied des Kreistages.
Arnold wurde in der 4. und 5. Wahlperiode Mitglied des Niedersächsischen Landtages vom 6. Mai 1959 bis zum 5. Juni 1967.